# Marin Petkov
Marin Petkov (Etropole, 2 de octubre de 2003) es un futbolista búlgaro que juega en la demarcación de centrocampista para el PFC Levski Sofia de la Primera Liga de Fútbol Profesional.

## Selección nacional
Tras jugar en distintas categorías inferiores de la selección, finalmente hizo su debut con la selección de fútbol de Bulgaria en un encuentro de la Liga de Naciones de la UEFA 2022-23 contra Gibraltar que finalizó con un resultado de 5-1 a favor del combinado búlgaro tras el gol de Roy Chipolina para Gibraltar, y de Valentin Antov, Kiril Despodov, Radoslav Kirilov, Iliyan Stefanov y del propio Petkov para Bulgaria.

### Goles internacionales
| # | Fecha                    | Estadio                                          | Oponente  | Gol | Resultado | Competición                         |
| - | ------------------------ | ------------------------------------------------ | --------- | --- | --------- | ----------------------------------- |
| 1 | 23 de septiembre de 2022 | Ludogorets Arena, Razgrad, Bulgaria              | Gibraltar | 5–1 | 5-1       | Liga de Naciones de la UEFA 2022-23 |
| 2 | 17 de junio de 2023      | Estadio S. Darius y S. Girėnas, Kaunas, Lituania | Lituania  | 1–1 | 1-1       | Clasificación para la Eurocopa 2024 |
| 3 | 20 de marzo de 2025      | Estadio Hristo Botev, Plovdiv, Bulgaria          | Irlanda   | 1–0 | 1-2       | Liga de Naciones de la UEFA 2024-25 |

## Clubes
| Club             | País     | Año   | Partidos | Goles |
| ---------------- | -------- | ----- | -------- | ----- |
| PFC Levski Sofia | Bulgaria | 2019- | 168      | 30    |

## Palmarés

### Títulos nacionales
| Título           | Club             | País     | Año  |
| ---------------- | ---------------- | -------- | ---- |
| Copa de Bulgaria | PFC Levski Sofia | Bulgaria | 2022 |